# Abarema idiopoda
Abarema idiopoda és una espècie de llegum del gènere Abarema de la família Fabaceae.